# Liste der Kulturgüter in Soazza
Die Liste der Kulturgüter in Soazza enthält alle Objekte in der Gemeinde Soazza im Kanton Graubünden, die gemäss der Haager Konvention zum Schutz von Kulturgut bei bewaffneten Konflikten, dem Bundesgesetz vom 20. Juni 2014 über den Schutz der Kulturgüter bei bewaffneten Konflikten sowie der Verordnung vom 29. Oktober 2014 über den Schutz der Kulturgüter bei bewaffneten Konflikten unter Schutz stehen.
Objekte der Kategorien A und B sind vollständig in der Liste enthalten, Objekte der Kategorie C fehlen zurzeit (Stand: 1. Januar 2023).

## Kulturgüter
| Foto | | Objekt | Kat. | Typ | Standort                              | Beschreibung |
| ---- | --- | --- | ---- | --- | ------------------------------------- | ------------ |
| ja   | Datei hochladen · Wikidata zu Katholische Pfarrkirche St. Martin, Beinhaus und Oratorium der Maria Addolorata (Q3671133) | Katholische Pfarrkirche San Martino, Beinhaus und Oratorium der Maria Addolorata / Chiesa parrocchiale cattolica di San Martino, ossario e oratorio della Madonna Addolorata KGS-Nr.: 03284 | A    | G   | Strada de Sóra 1 737350 / 136280      |              |
| BW   | Datei hochladen · Wikidata zu Hospiz und Kreuzweg (Q29521632)                                                            | Hospiz und Kreuzweg / Ospizio e Via Crucis KGS-Nr.: 03286 | A    | G   | Scala del Uspízzi 8 737118 / 136506   |              |
| BW   | Datei hochladen · Wikidata zu Haus Paret (Q29521614)                                                                     | Haus Paret / Casa Paret KGS-Nr.: 10059 | A    | G   | Cará del Teléi 3 737155 / 136512      |              |
| ja   | Datei hochladen · Wikidata zu Katholische Kirche San Rocco (Q3671929)                                                    | Katholische Kirche San Rocco / Chiesa cattolica San Rocco KGS-Nr.: 03287 | B    | G   | Stradón 46 737291 / 136613            |              |
| BW   | Datei hochladen · Wikidata zu Marca Palast (Q29785136)                                                                   | Palazzo a Marca KGS-Nr.: 03288 | B    | G   | Cará del Governatór 3 737172 / 136556 |              |
| BW   | Datei hochladen · Wikidata zu Haus Sankt Florian (Q29785130)                                                             | Haus San Floriano / Casa San Floriano KGS-Nr.: 10799 | B    | G   | Scala del Uspízzi 2 737151 / 136499   |              |
| BW   | Datei hochladen · Wikidata zu Häuser (Haus Anderson) (Q29785132)                                                         | Haus Anderson / Casa Anderson KGS-Nr.: 10800 | B    | G   | Cará Lónga 16 737162 / 136612         |              |